# Автошлях Т 1724
Автошля́х Т 1724 — автомобільний шлях територіального значення у Полтавській області. Проходить територією Лохвицького та Миргородського районів через Вирішальне — Залізняки — Комишню. Загальна довжина — 18,7 км.

## Маршрут
Автошлях проходить через такі населені пункти:
| Автошлях Т 1724     |        |
| Полтавська область  |        |
| Лохвицький район    |        |
| Вирішальне          | Т 1723 |
| Миргородський район |        |
| Залізняки           |        |
| Комишня             | Т 1725 |